# Пеллегрини, Федерика
Федери́ка Пеллегри́ни (итал. Federica Pellegrini; род. 5 августа 1988, Мирано, Венеция) — итальянская пловчиха, олимпийская чемпионка 2008 года на дистанции 200 метров вольным стилем, шестикратная чемпионка мира, чемпионка мира на «короткой воде», семикратная чемпионка Европы, семикратная чемпионка Европы на «короткой воде», 129-кратная чемпионка Италии, победительница Универсиады и Средиземноморских игр. Рекордсменка мира. Специализировалась в плавании вольным стилем на средних дистанциях (200 и 400 метров), также выступала на более коротких и более длинных дистанциях вольным стилем. Первая женщина, проплывшая дистанцию 400 метров вольным стилем быстрее 4 минут (3:59,15). Член МОК.
Завершила карьеру в ноябре 2021 года.

## Карьера
Федерика Пеллегрини — единственная итальянская пловчиха, ставшая олимпийской чемпионкой за всю историю выступления Италии на Олимпийских играх (по состоянию на начало Игр 2020 года). Впервые стала обладательницей олимпийской награды в 2004 году на Играх в Афинах, финишировав второй на дистанции 200 метров вольным стилем, параллельно, став самой молодой итальянской спортсменкой, удостоенной олимпийской награды за всю историю выступления итальянских спортсменов на Олимпиадах — Федерике было 16 лет. В 2008 году на Играх в Пекине Пеллегрини выиграла золото на 200-метровой дистанции вольным стилем, установив при этом очередной мировой рекорд. В 2009 году спортсменка дважды обновила мировые рекорды на дистанциях 200 и 400 метров вольным стилем, выиграв финальные заплывы на Средиземноморских играх — дистанция 400 метров, и чемпионате мира — дистанция 200 метров.
Количество наград за карьеру:
- Олимпийские игры — 2 (1+1+0)
- Чемпионаты мира — 11 (6+4+1)
- Чемпионаты мира на короткой воде — 8 (1+2+5)
- Чемпионаты Европы — 20 (7+6+7)
- Чемпионаты Европы на короткой воде — 17 (7+4+6)

С 2011 года встречается с итальянским пловцом Филиппо Маньини. Ранее встречалась с пловцом Лукой Марином.

## Государственные награды
- Офицер ордена «За заслуги перед Итальянской республикой» (2004)
- Командор ордена «За заслуги перед Итальянской республикой» (2008)
- Командор ордена «За заслуги перед Итальянской республикой» (2021)[3]